# Шахти села Завидо-Кудашеве
Шахти села Завидо-Кудашове — кустарні шахти «селянського типу», які працювали в селі Завидо-Кудашеве Добропільського району по долині річки Бик з середини XIX століття по  1914 рік. Зараз ділянка родовища в районі села Завидо-Кудашеве є полем шахти «Терешківської» № 3. Всього на так званій «Терешківській» перспективі (західніше і на північний захід від Добропілля) були намічені 5 шахтних полів.
Завидівське родовище кам'яного вугілля було відкрито 50-х роках XIX століття. В 1857 році тут вже діяв кустарний вугільний рудник, який знаходилося на землі князя С.О.Кудашова і княгині К.І.Кудашової, - 0,5 версти від села Завидове (Завидо-Кудашове), на місці сучасного села Ракша. Є усні свідчення про відкриття цього родовища внаслідок боротьби селян із ховрашками (начебто, їх нори в тамтешньому ґрунті були неприродньо чорними й блищали), але документальних свідчень про роль ховрашків у розробці вугілля в Завидовому немає. Втім, вугілля в селі відкрив саме місцевий селянин, який у таємниці від землевласників деякий час самотужки «копав» вугілля.
Спочатку вугілля на Завидовському руднику князя С.О.Кудашова розроблялося шурфами й дрібними шахтами, які вийшли на пласт потужністю 1 м. У першій половині 60-х років XIX століття селянськими шахтами було видобуто 600 пудів вугілля, що спікається. Родовище було розвідано і розкрите шурфами протягом 3 версти, - від долини річки Бик до її притоку Водяної. Розроблявся пласт вугілля під сланцюватою глиною на невеликій глибині. При поглибленні ж головного шурфу на глибину понад 20 м посилився приплив води, на відкачування якої потрібні були потужні насоси. Оскільки у власників шахт не було коштів на переоснащення копальні, роботи на останній до 1864 року призупинили. Спроби налагодити постійний видобуток вугілля на даному родовищі іншими шахтами, які здійснюються в другій половині 60-х роках XIX століття, не мали успіху. У 70-х рокахХІХ століття Завидівська шахта вже не діяла. З 1877 року копальнею заволоділо Новоросійське товариство кам'яновугільного і залізоробного виробництв.

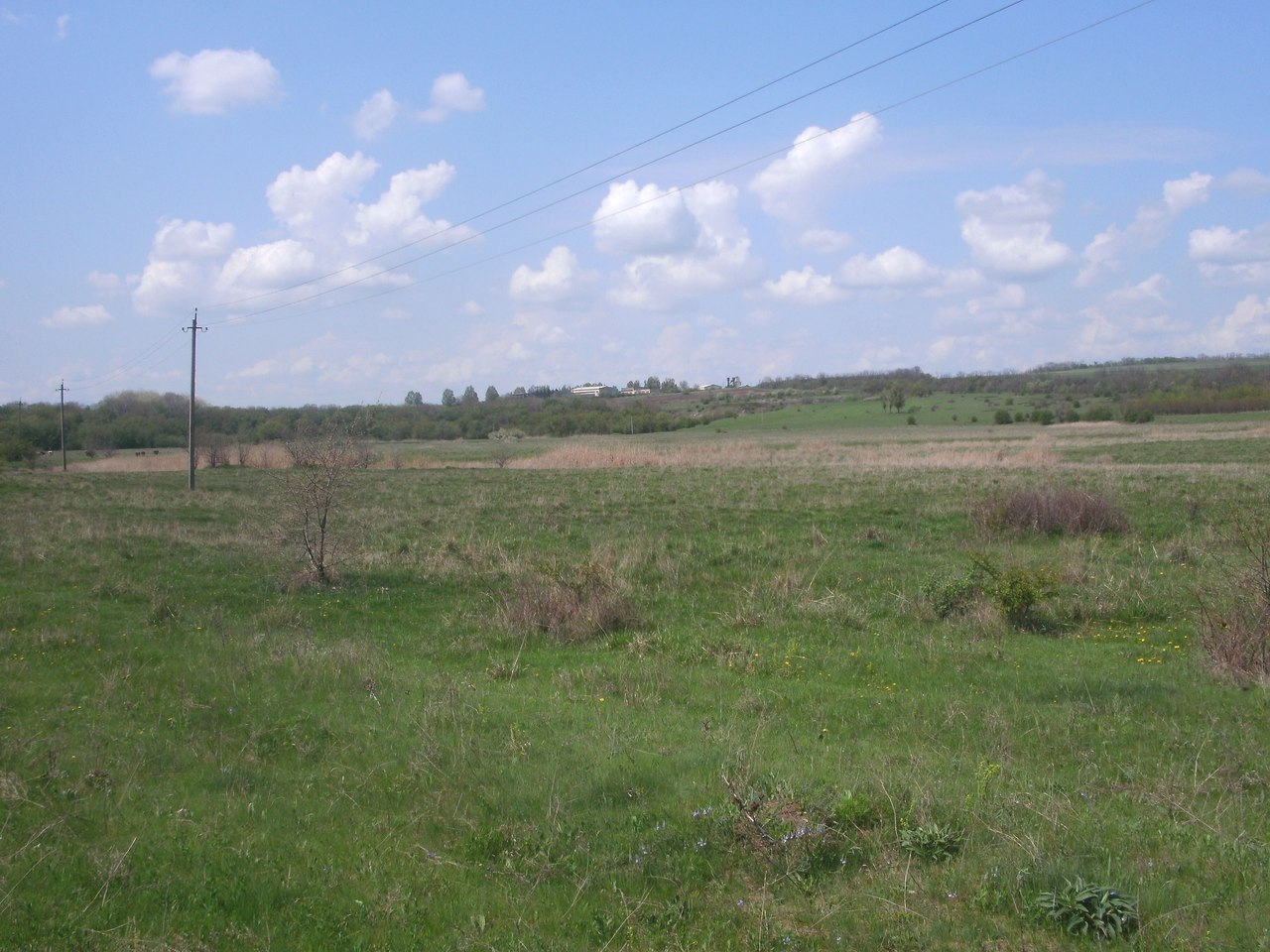
Місце в районі Завидо-Кудашевого, де працювали шахти княгині Кудашової. Залишки функціонування шахт не збереглися

У 1884-1914 роках родовище розробляли кустарні шахти, власницею яких була княгиня К.І.Кудашова. Працювали на шахтах місцеві селяни. Шахти розробляли пласт f1 «Лисогорівський», потужність якого в Завидовому становила приблизно 0,8…1 метр. Глибина розробки вугілля копальнями княгині складала 17 метрів. Пласт було відроблено в північному напрямі на 12,8 м, в південному – 25,5 м. Розробці, як і раніше, перешкоджав підвищений водоприплив. Обсяги вуглевидобутку були невисокими: перша княжа шахта, наприклад, забезпечувала видобуток вугілля в обсязі не більше 15 тис. пудів на рік. На цій шахті було відсутнє навіть кріплення підготовчих виробок, не кажучи вже про підтримку покрівлі в забоях. Вугілля княгиня використовувала для власних потреб, а також продавала на місці по 8 коп. за пуд при собівартості видобутку 4 коп. за пуд. Іноді мінеральне паливо відправляли гужом на станції Гришине і Удачна. «Чумацький» обоз із вугіллям, в якого впрягали волів, йшов від Завидового до станцій приблизно півтори доби.
Видобували вугілля в Завидовому не лише землевласники, - його продовжували «копати» й селяни. Так, професор О.О.Гапєєв вказує на розмите місце в долині річки Бик між Завидовим і Криворіжжям, де знайшов і видобував для власних потреб вугілля, що виходило на поверхню, місцевий коваль Василь Черкаський (за прізвиськом Гнида).
У 1900 і 1901 роках мали місце клопотання поміщиків Бахмутського повіту про будівництво залізничних ліній від району станції Гришине в напрямку станції Гаврилівка і роз'їзду № 14 Малинівка (нині – станція Дубове) через район Завидовського родовища для «оживлення видобутку» на останньому. У 1912 році був розроблений проект Рудникової залізниці, де на ділянці Гришине – Лозова передбачалася тарифна станція Завидове. До даної станції повинні були примикати під'їзні шляхи від «Завидівських» шахт, які розробляли дану ділянку. Також розглядалася можливість облаштування по Завидово залізничного вузла з примиканням лінії на Павлоград – Полтаву. У 1913 році був розроблений проект тупикової залізничної гілки від проектованої станції Золотий Колодязь лінії Краматорська – Гришине (нині – район Мерцалово) до перспективного Завидовського родовища, багатого вугіллям, що спікається. Однак після смерті княгині К.І.Кудашової в 1914 році видобуток на Завидівських копальнях припинився, і врешті-решт в 1914-1916 роках залізницю від станції Гришине добудували лише до станції Добропілля.